# テルエル
テルエル（スペイン語: Teruel）は、スペイン・アラゴン州テルエル県のムニシピオ（基礎自治体）。テルエル県の県都である。名称はアラビア語で「雄牛」を意味し、町の広場には雄牛の像が設置されている。ハモン・セラーノ（生ハム）や陶芸が有名である。

## 地理
テルエルは山がちな地域にあり、その標高は915 mである。スペインの中では地理的に比較的孤立しており、県都ではあるが人口は約3万5000人と少ない。内陸部に位置するテルエルは寒冷な気候で知られる。

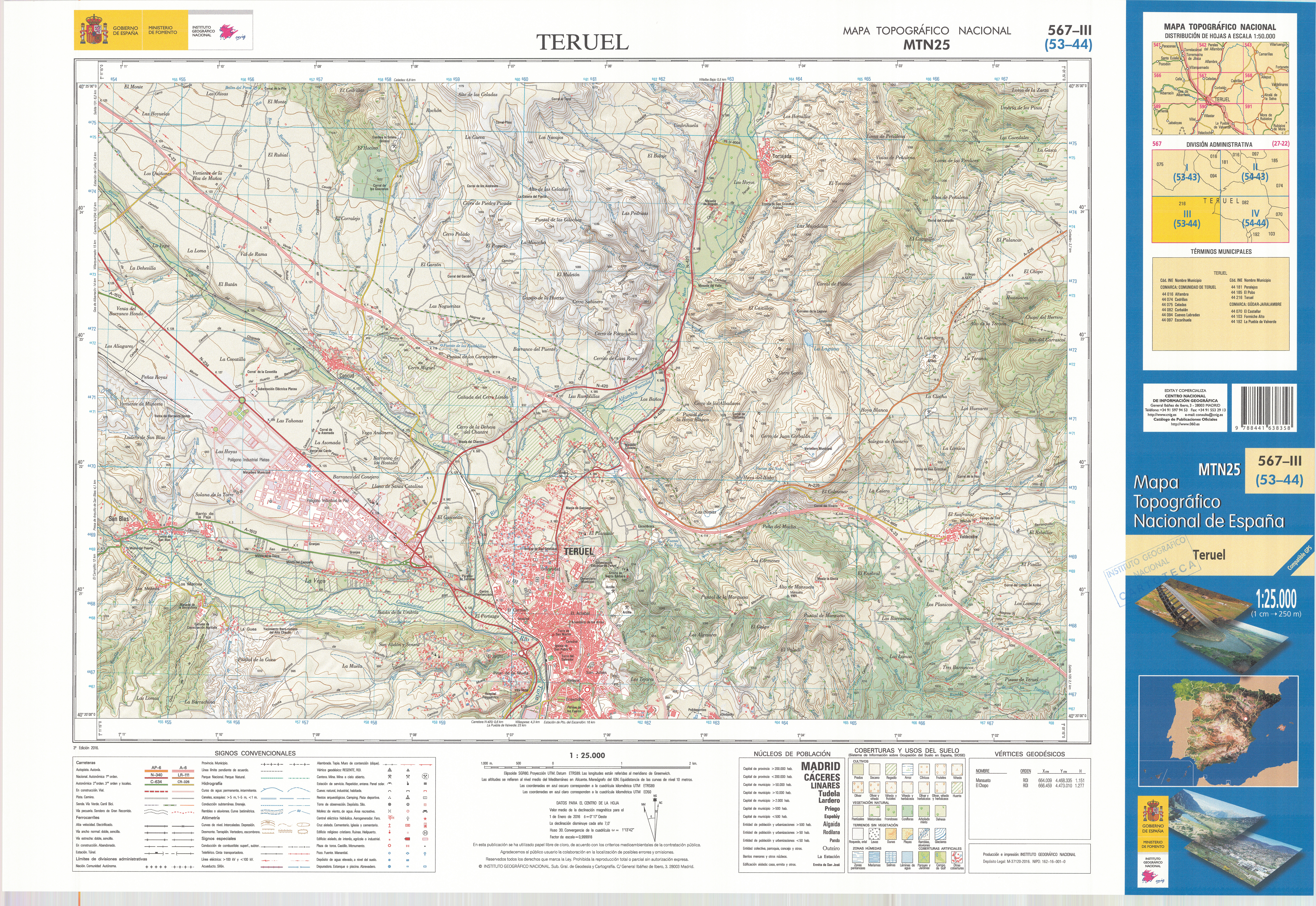
スペイン国立地理研究所製作のテルエルの周辺地図

### 人口
| テルエルの人口推移 1900－2010                           |
|                                                         |
| 出典:INE（スペイン国立統計局）1900年 - 1991年、1996年 - |

## 歴史

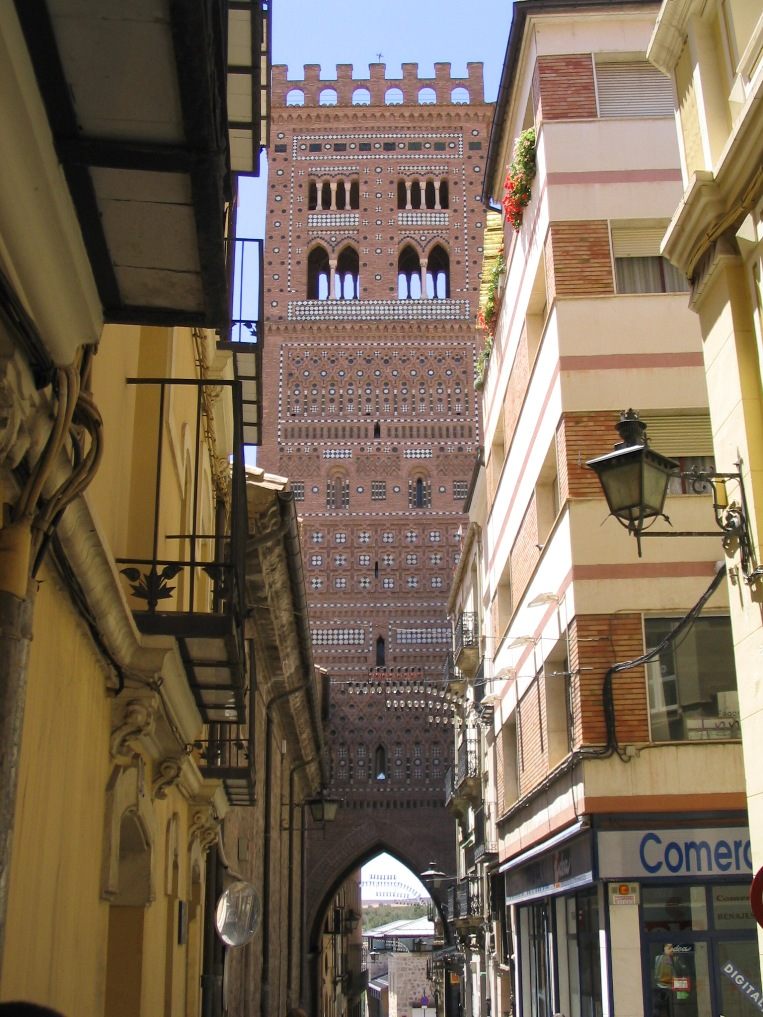
ムデハル様式の塔

中世にテルエルにはユダヤ人のコミュニティがあって特権を認められ、14世紀には1年間に300スエルドの税金を納めていた。ユダヤ人は商業や工業、特に毛織物業に従事していたが、1391年の迫害によって多くが殺され、あるいは生きるためにキリスト教に改宗した。
テルエルはスペイン内戦の戦場となり、大きな被害を受けた。1937年12月から1938年2月の「テルエルの戦い」は、この内戦でも特に悲惨なものであった。テルエルの支配権は何度も変わり、人民戦線政府が制圧したり、反乱軍が再奪取したりした。戦いの中でテルエルは砲撃や空爆に曝された。3か月間の戦いで、双方の死傷者は10万人を数える。

## 交通
スペインの県都の中では最も人口が少なく、概して存在感の薄い都市であると認識されている。1999年に「Teruel existe」（テルエルは存在する）というスローガンのキャンペーン・グループが設立され、この市と地域の知名度を上げ、投資を増やそうとする運動を始めた。このキャンペーンの効果もあって、テルエルへの交通は大きく改善され、サラゴサとサグント（バレンシア方面との合流地点）を結ぶ高速道路が建設され、全線開通した。
テルエルには鉄道が達しておりテルエル駅がある。鉄道路線で他の地域へ行くには、南南西に向かってバレンシア方面を経由するか、北に向かって高速鉄道が達しているサラゴサを経由する必要がある。首都マドリードに直通する鉄道路線はない。
2013年2月28日にはテルエル空港が開港したが、定期旅客便は就航しておらず、Tarmac Aerosave社の航空機メンテナンスと飛行機の墓場の役割を果たしている。

## 名所

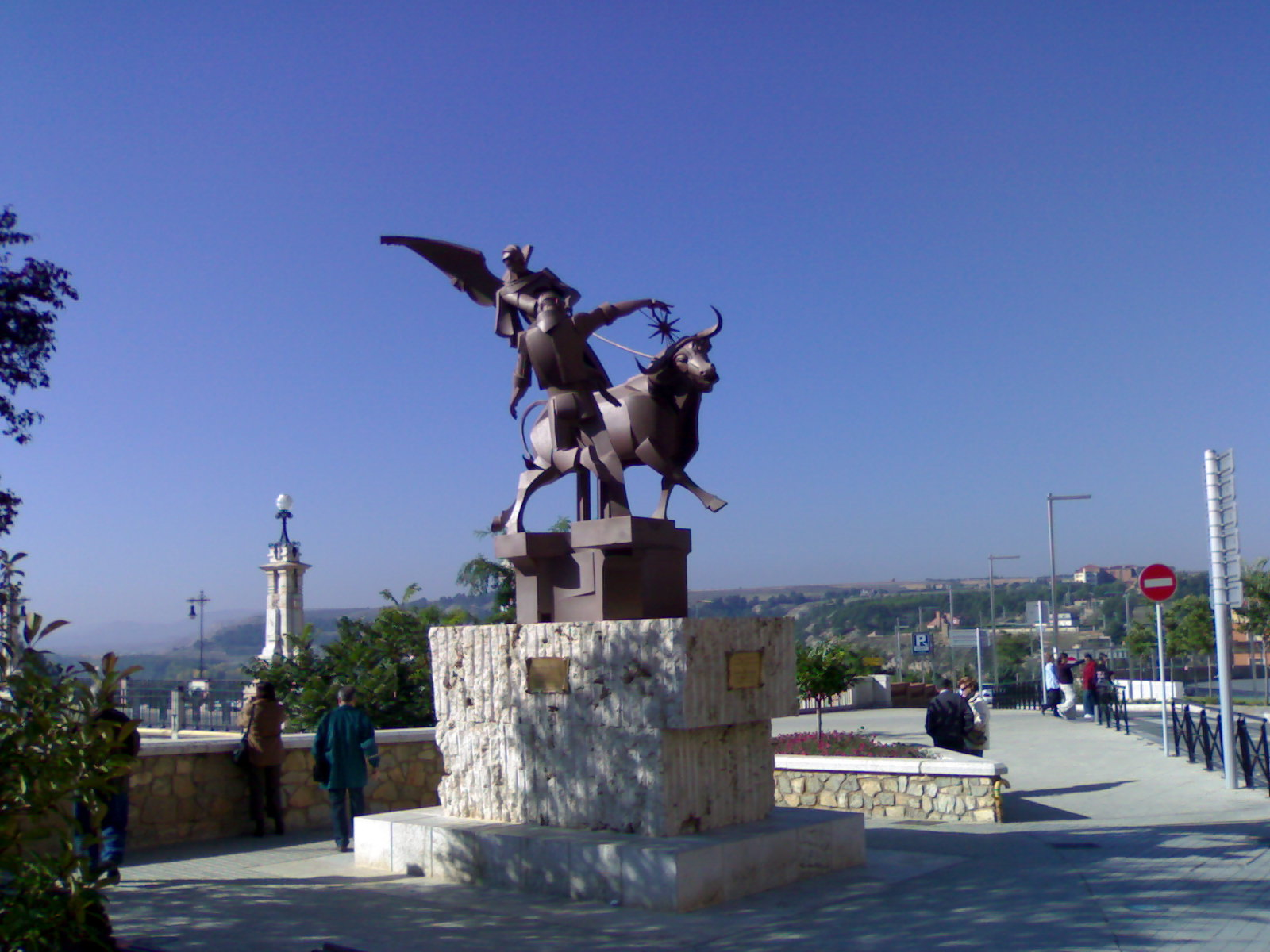
広場にある雄牛の像

テルエルにはイスラム教徒の影響による建築物がある。ユネスコの世界遺産に登録された「アラゴンのムデハル様式の建築物」には、テルエルの4つの教会が含まれている。特に華麗な大聖堂はムデハル様式で有名である。
テルエルでは、13世紀初頭に金持ちの家の女性イサベル・セグラと貧乏な男性ディエゴ・マンシラが愛し合い、悲劇的な最期を遂げた「テルエルの恋人たち」の物語が知られている。2人の遺骸はサン・ペドロ教会に収められている。この物語に触発されて、トマス・ブレトンはオペラを作曲した。
「トリーコ」（Torico、toro＋アラゴン方言の指小辞-ico）と呼ばれる小さな雄牛の像がカルロス・カステル広場にあり、トリーコ広場と呼ばれている。
テルエルの郊外には、テーマパークと博物館からなるテルエル恐竜公園がある。古生物学公園として宣伝され、ティラノサウルスの実物大のロボット模型がある。恐竜公園はテルエルの他に、テルエル県内に3つの博物館を持ち、この地域で発見された恐竜の化石を展示している。